# Johan I av Holland
Johan I (nederländska Jan), född 1284, död 1299, var greve av Holland och son till greve Floris V. Johan ärvde grevskapet 1296 efter fadern mördats.
Han växte upp i England vid Edvard I av England:s hov och han gifte sig som trettonåring med prinsessan Elizabeth av England, dotter till kungen och hans första maka Eleanora av Kastilien 1297. Han återvände till Holland till 1296 efter fadern mördats. Hans förmyndare, Wolfert van Borselen, förde en neutralitetspolitik gentemot Flandern och England. Städerna gillade inte Van Borselen och han mördades 1299. Greve Johan II av Huset Avesnes tog över som förmyndare under några månader.  Greve Johan av Holland dog barnlös 1299, bara femton år gammal. 
Eftersom han avlidit utan ättlingar, blev arvtagarna till grevskapet Holland hans kusiner av Hainaut, söner till Johans gammelfaster Adelheid av Holland. Mellan denna tidpunkt och utplånandet av Hainaut som ett oberoende grevskap utgjorde Holland tillsammans med Hainauts en personalunion.